# Assumpció Deulofeu i Bruguera
Assumpció Deulofeu i Bruguera (Palafrugell, 31 d'octubre de 1917 - 4 de febrer de 1999) fou una cantant i actriu catalana. Va néixer al carrer Ample de Palafrugell. Coneguda artísticament com a Assumpció Regalat perquè el seu pare es deia Pere Regalat Deulofeu i Girbau, raó per la qual a casa seva es coneixia com a can Regalat. Cursà els estudis fins als 15 anys al Col·legi Vedruna de Palafrugell i els musicals amb el mestre Frederic Sirés. La seva vida artística com a cantant i actriu va ser curta però molt intensa, des de principis del 1930 fins al seu casament als 24 anys. La seva vida laboral la va portar a treballar a la fàbrica de teixits Girbau. De ben jove va passar a formar part de la Secció Femenina de Teatre del Casal Popular, lloc on va desenvolupar tota la seva carrera artística.